# O melodie pentru Europa 2020
La quindicesima edizione di O melodie pentru Europa è stata organizzata dall'emittente radiotelevisiva moldava TRM per selezionare il rappresentante nazionale all'Eurovision Song Contest 2020 a Rotterdam.
La vincitrice è stata Natalia Gordienko con Prison.

## Organizzazione
TRM ha confermato la partecipazione moldava all'Eurovision 2020 il 13 novembre 2019. L'emittente non ha fatto alcun riferimento al metodo di selezione fino al 1º febbraio 2020, quando ha confermato il ritorno di O melodie pentru Europa, la cui finale è stata trasmessa dal vivo dagli studi televisivi di TRM nella capitale moldava il successivo 29 febbraio. Il risultato è stato determinato da un mix di voto della giuria e televoto.

## Partecipanti
TRM ha aperto la possibilità di inviare proposte per la competizione fra fine dicembre 2019 e il 17 gennaio 2020. Il 1º febbraio 2020 tutti i candidati si sono presentati agli studi dell'emittente televisiva per esibirsi davanti a una giuria composta da Anatol Chiriac, Gabriela Tocari, Andriano Marian, Paul Gămurari e Mihai Agafiță, che ha selezionato, fra le 34 proposte, i 20 che avrebbero partecipato alla selezione televisiva a fine mese. Tre candidati non si sono presentati alle audizioni: Che-MD feat. Irina Revenco con Adio, Diana Brescan con Let's Go Together e Liusia Znamensky con Love No More. Tre dei finalisti avevano già rappresentato la Moldavia all'Eurovision: Natalia Gordienko nel 2006, Geta Burlacu nel 2008 e Pasha Parfeni nel 2012. Mentre Denis Midone nel 2012, ha rappresentato la nazione al Junior Eurovision Song Contest.
| #  | Artista                               | Titolo                     | Lingua           | Autori                                                                        |
| -- | ------------------------------------- | -------------------------- | ---------------- | ----------------------------------------------------------------------------- |
| 1  | Pelageya Stefoglo                     | Empathy                    | Inglese          | Ylva Persson, Linda Persson, Rickard Bonde Truumeel                           |
| 2  | Diana Rotaru                          | Dale dale                  | Rumeno, spagnolo | Eugen Doibani                                                                 |
| 3  | Lave                                  | Wildfire                   | Inglese          | Aaron Sibley                                                                  |
| 4  | Pasha Parfeni                         | My Wine                    | Inglese          | Pasha Parfeni, Vica Demici                                                    |
| 5  | Denis Midone                          | Like a Champion            | Inglese          | Ylva Persson, Linda Persson                                                   |
| 6  | Alexandru Cibotaru                    | Cine te-a facut să plîngi  | Rumeno           | Georgeta Voinovan                                                             |
| 7  | Irina Kit                             | Chain Reaction             | Inglese          | John Ballard, Petrus Wessman                                                  |
| 8  | Lavinia Rusu                          | Touch                      | Inglese          | Lavinia Rusu, Jack Hardman, Rob Price                                         |
| 9  | Angel Kiss                            | You Are My Dance           | Inglese          | Markus Lawyer, Elina Sadcova                                                  |
| 10 | Angel Kiss                            | My Own Queen               | Inglese          | Ivan Aculov, Elina Sadcova                                                    |
| 11 | Carolina Rakoviță                     | Dancing in the Sunrise     | Inglese          | Markus Lawyer, Carolina Rakoviță                                              |
| 12 | Petronela Donciu & Andreea Portărescu | We Will Be Legends         | Inglese          | José Juan Santana, Rafael Artesero, Viorica Atanasov                          |
| 13 | Natalia Gordienko                     | Prison                     | Inglese          | Dīmītrīs Kontopoulos, Filipp Kirkorov, Sharon Vaughn                          |
| 14 | Julia Ilienko feat. Mishel Dar        | Tears                      | Inglese          | Mishel Dar                                                                    |
| 15 | Valeria Pașa                          | It's Time                  | Inglese          | Valeria Pașa, Smally, Gloria Gorceag                                          |
| 16 | Live Beat                             | Love Me Now                | Inglese          | Live Beat                                                                     |
| 17 | Sasha Letty                           | Summer of Love             | Inglese          | Jacob Jonia                                                                   |
| 18 | Katerina S                            | We Are Done                | Inglese          | Ivan Akulov, Alina Druta, Milena Ludajić                                      |
| 19 | Sasha Bognibov                        | Big Brother                | Inglese          | Jacob Jonia                                                                   |
| 20 | Geta Burlacu                          | Răspunde!                  | Rumeno           | Viorica Nagacevschi, Aurel Chirtoacă                                          |
| 21 | Tudor Bumbac                          | Te-am vazut în vis pe tine | Rumeno           | Tudor Bumbac                                                                  |
| 22 | Ray Barc                              | I'm Shy                    | Inglese          | Iuri Victor Ribac                                                             |
| 23 | Catarina Sandu                        | Die for You                | Inglese          | Dīmītrī Stassos, Jennifer Aalto Kallunki, Nikos Sofīs                         |
| 24 | Olea Roșu                             | Alive                      | Inglese          | Dan Iacovlev, Elena Buga                                                      |
| 25 | Danny Cruise                          | My Love                    | Inglese          | Danny Cruise                                                                  |
| 26 | Diana Popa                            | Believe Me                 | Inglese          | Jacob Jonia                                                                   |
| 27 | Valentin Uzun & Irina Kovalsky        | Moldovița                  | Rumeno           | Valentin Uzun                                                                 |
| 28 | Maxim Zavidia                         | Take Control               | Inglese          | Maxim Zavidia, Aleksej Strelcov, Nikos Sofīs                                  |
| 29 | Vovian                                | 10 minuni în Moldova       | Rumeno           |                                                                               |
| 30 | Nicolae Untilă                        | Call Me Please             | Inglese          |                                                                               |
| 31 | Lanjeron                              | Hi Five                    | Inglese          | Mihai Todor, Serghei Ivanov, Vitalie Catana                                   |
| 32 | Dima Jelezoglo                        | Do It Slow                 | Inglese          | Dima Jelezoglo                                                                |
| 33 | Viorela Moraru                        | Remedy                     | Inglese          | Ylva Persson, Linda Persson, Rickard Bonde Truumeel, Patric Skog, Will Taylor |
| 34 | Maria Ciolac                          | Our Home                   | Inglese          | Maria Ciolac                                                                  |
| –  | Che-MD feat. Irina Revenco            | Adio                       | Rumeno           | Mihail Smolenko                                                               |
| –  | Diana Brescan                         | Let's Go Together          | Inglese          | Anton Ragoza, Serghei Harlamov, Diana Brescan                                 |
| –  | Liusia Znamensky                      | Love No More               | Inglese          |                                                                               |

## Finale
La finale si è tenuta il 29 febbraio 2020 presso gli studi di TRM. Geta Burlacu, che avrebbe inizialmente dovuto cantare per terza, si è ritirata poche ore prima della diretta della trasmissione per motivi personali.
| #  | Artista                               | Titolo                    | Punteggio | Punteggio | Punteggio | Punteggio | Punteggio | Posizione |
| #  | Artista                               | Titolo                    | Giuria    | Giuria    | Televoto  | Televoto  | Totale    | Posizione |
| -- | ------------------------------------- | ------------------------- | --------- | --------- | --------- | --------- | --------- | --------- |
| 1  | Denis Midone                          | Like a Champion           | 0         | 0         | 117       | 0         | 0         | 16        |
| 2  | Natalia Gordienko                     | Prison                    | 64        | 12        | 3022      | 12        | 24        | 1         |
| 3  | Geta Burlacu                          | Răspunde!                 | 0         | 0         | 7         | 0         | 0         | —         |
| 4  | Viorela Moraru                        | Remedy                    | 0         | 0         | 46        | 0         | 0         | 18        |
| 5  | Valentin Uzun & Irina Kovalsky        | Moldovița                 | 9         | 0         | 629       | 6         | 6         | 9         |
| 6  | Lavinia Rasu                          | Touch                     | 38        | 6         | 130       | 0         | 6         | 7         |
| 7  | Dima Jelezoglo                        | Do It Slow                | 3         | 0         | 343       | 4         | 4         | 11        |
| 8  | Diana Rotaru                          | Dale dale                 | 42        | 7         | 99        | 0         | 7         | 6         |
| 9  | Pasha Parfeni                         | My Wine                   | 60        | 10        | 1617      | 10        | 20        | 2         |
| 10 | Live Beat                             | Love Me Now               | 15        | 2         | 96        | 0         | 2         | 12        |
| 11 | Valeria Pașa                          | It's Time                 | 27        | 3         | 500       | 5         | 8         | 5         |
| 12 | Maria Ciolac                          | Our Home                  | 0         | 0         | 82        | 0         | 0         | 17        |
| 13 | Sasha Letty                           | Summer of Love            | 0         | 0         | 37        | 0         | 0         | 19        |
| 14 | Irina Kit                             | Chain Reaction            | 10        | 0         | 73        | 0         | 0         | 14        |
| 15 | Petronela Donciu & Andreea Portărescu | We Will Be Legends        | 13        | 1         | 240       | 3         | 4         | 10        |
| 16 | Lanjeron                              | Hi Five                   | 38        | 5         | 154       | 1         | 6         | 8         |
| 17 | Julia Ilienko feat. Mishel Dar        | Tears                     | 7         | 0         | 229       | 2         | 2         | 13        |
| 18 | Catarina Sandu                        | Die for You               | 31        | 4         | 824       | 8         | 12        | 4         |
| 19 | Alexandru Cibotaru                    | Cine te-a facut să plîngi | 2         | 0         | 43        | 0         | 0         | 15        |
| 20 | Maxim Zavidia                         | Take Control              | 47        | 8         | 650       | 7         | 15        | 3         |